# Huron (Califòrnia)
Huron és una població dels Estats Units a l'estat de Califòrnia. Segons el cens del 2000 tenia 6.306 habitants.

## Demografia
Segons el cens del 2000, Huron tenia 6.306 habitants, 1.378 habitatges, i 1.208 famílies. La densitat de població era de 1.817 habitants/km².
Dels 1.378 habitatges en un 64% hi vivien nens de menys de 18 anys, en un 58,9% hi vivien parelles casades, en un 18,9% dones solteres, i en un 12,3% no eren unitats familiars. En el 7,4% dels habitatges hi vivien persones soles el 3,6% de les quals corresponia a persones de 65 anys o més que vivien soles. El nombre mitjà de persones vivint en cada habitatge era de 4,45 i el nombre mitjà de persones que vivien en cada família era de 4,44.
Per edats la població es repartia de la següent manera: un 39,1% tenia menys de 18 anys, un 13,8% entre 18 i 24, un 30,2% entre 25 i 44, un 12,7% de 45 a 60 i un 4,2% 65 anys o més.
L'edat mediana era de 24 anys. Per cada 100 dones de 18 o més anys hi havia 131,5 homes.
La renda mediana per habitatge era de 24.609 $ i la renda mediana per família de 23.939 $. Els homes tenien una renda mediana de 21.656 $ mentre que les dones 16.442 $. La renda per capita de la població era de 9.425 $. Entorn del 38,3% de les famílies i el 39,4% de la població estaven per davall del llindar de pobresa.

## Poblacions més properes
El següent diagrama mostra les poblacions més properes.